# John De Groat
John De Groat (Newburgh, Nueva York, 7 de enero de 1985) es un ex-baloncestista estadounidense. Con 1,98 metros de altura, se desempeñaba usualmente en la posición de ala-pívot, aunque también solía actuar como alero. Jugó en el baloncesto universitario estadounidense con los Northeastern Junior College Plainsmen de la NJCAA y con los Pittsburgh Panters de la NCAA, antes de comenzar una carrera como profesional que lo llevó a Europa y Latinoamérica, habiendo también jugado en la Continental Basketball Association para Pittsburgh Xplosion.

## Trayectoria

### Clubes
| Club                      | País                 | Año         |
| ------------------------- | -------------------- | ----------- |
| Killester                 | Irlanda              | 2006        |
| Korihait                  | Finlandia            | 2006        |
| Dombovar KC               | Hungría              | 2006        |
| Pittsburgh Xplosion       | Estados Unidos       | 2007 - 2008 |
| Budivelnyk Kiev           | Ucrania              | 2008 - 2009 |
| BC Odessa                 | Ucrania              | 2009 - 2011 |
| La Unión de Formosa       | Argentina            | 2011        |
| Ciclista Olímpico         | Argentina            | 2011 - 2012 |
| Boca                      | Argentina            | 2012 - 2014 |
| Fuerza Regia              | México               | 2014        |
| San Martín (C)            | Argentina            | 2014 - 2016 |
| Aguada                    | Uruguay              | 2016        |
| Universidad de Concepción | Chile                | 2016        |
| Instituto                 | Argentina            | 2016 - 2017 |
| Olimpia                   | Paraguay             | 2017 - 2018 |
| Deportivo San José        | Paraguay             | 2018        |
| Nacional                  | Uruguay              | 2019        |
| Mauricio Báez             | República Dominicana | 2019        |
| Defensor Sporting         | Uruguay              | 2019 - 2020 |